# David Price (politiker)

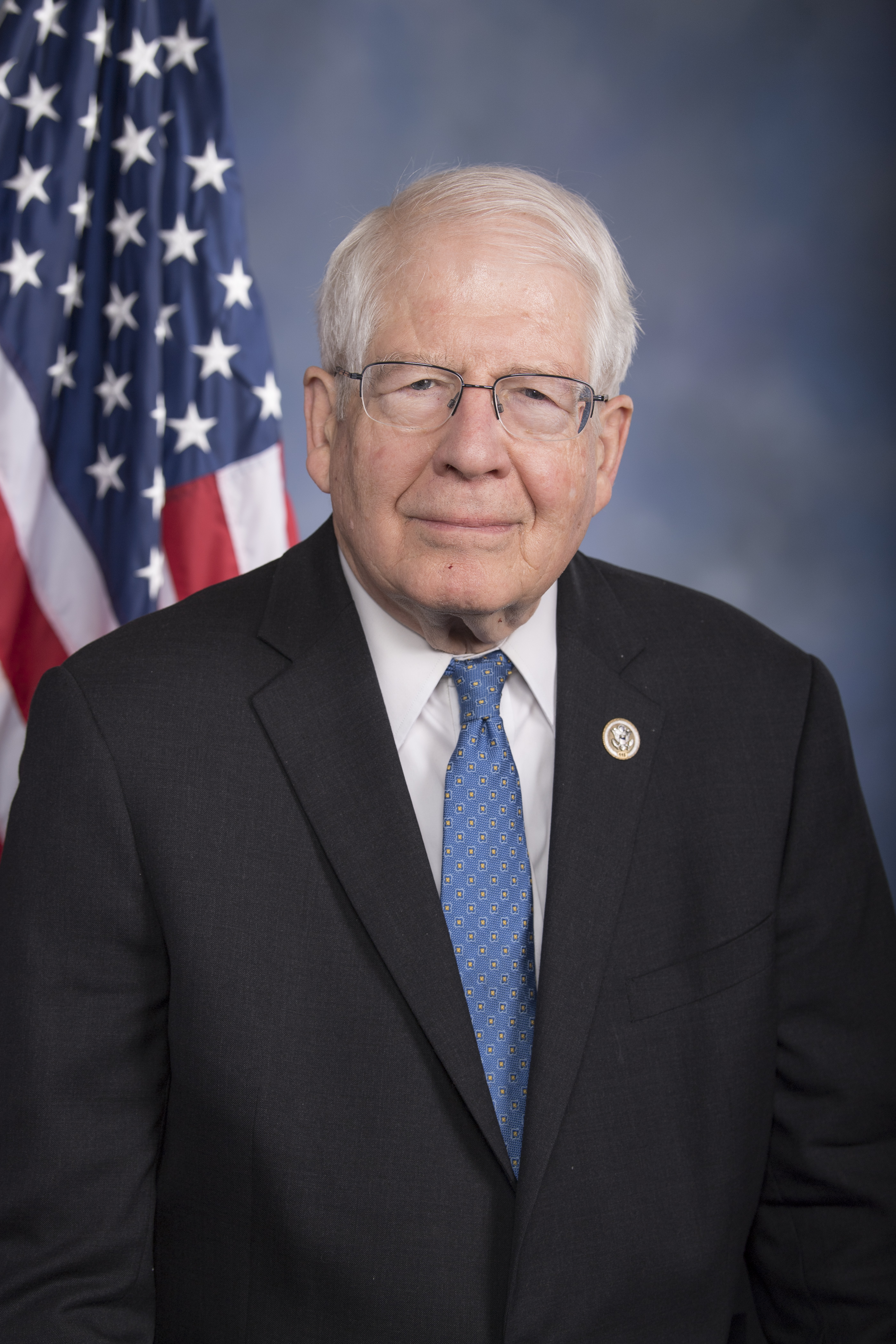
David Price 2018.

David Eugene Price, född 17 augusti 1940 i Erwin, Tennessee, är en amerikansk demokratisk politiker. Han har representerat delstaten North Carolinas fjärde distrikt i USA:s representanthus 1987-1995 och på nytt från och med 1997.
Price gick i skola i Unicoi County High School i Erwin. Han studerade först vid Mars Hill College i North Carolina. Han fortsatte sedan studierna vid University of North Carolina at Chapel Hill efter att ha fått ett stipendium dit och avlade 1961 sin kandidatexamen. Han studerade därefter vid Yale University. Där avlade han 1964 ytterligare en kandidatexamen, den gången i teologi. Han avlade 1969 sin doktorsexamen i statsvetenskap vid Yale.
Price arbetade som professor vid Duke University 1973-1986 och 1995-1996.
Price besegrade sittande kongressledamoten Bill Cobey i kongressvalet 1986. Han omvaldes sedan tre gånger innan han besegrades av Fred Heineman i kongressvalet 1994. Price utmanade Heineman på nytt i kongressvalet 1996 och vann.